# Raphael Macena
Raphael Macena (nacido el 25 de febrero de 1989) es un futbolista brasileño que se desempeña como delantero.
Jugó para clubes como el São Bento, União São João, Paulista, Shonan Bellmare, Comercial, Ceará, Guarani, XV de Piracicaba, Juventude, Rio Claro, GS Kallithea y Luverdense.

## Trayectoria

### Clubes
| Club              | País   | Año         |
| ----------------- | ------ | ----------- |
| Votoraty          | Brasil | 2007 - 2008 |
| São Bento         | Brasil | 2008        |
| Olé Brasil        | Brasil | 2009        |
| União São João    | Brasil | 2009        |
| Desportivo Brasil | Brasil | 2010        |
| Paulista          | Brasil | 2010        |
| Grêmio Osasco     | Brasil | 2011        |
| Shonan Bellmare   | Japón  | 2012        |
| Comercial         | Brasil | 2013        |
| Ceará             | Brasil | 2013        |
| Guarani           | Brasil | 2013        |
| Comercial         | Brasil | 2014        |
| XV de Piracicaba  | Brasil | 2014        |
| Juventude         | Brasil | 2014        |
| Rio Claro         | Brasil | 2015        |
| GS Kallithea      | Grecia | 2015 - 2016 |
| Luverdense        | Brasil | 2016 - 2017 |
| URT               | Brasil | 2017        |